# Anders Wilhelm Levgren
Anders Wilhelm Levgren, född den 6 december 1825 i Göteborg, död den 31 oktober 1898 på Stora Katrinelund, var en svensk grosshandlare och riksdagsman. Han var son till Anders Georg Levgren.
Levgren var verksam som grosshandlare i Göteborg, men nedlade sin affärsverksamhet några år före sin död. Han var ledamot av riksdagens andra kammare 1876–1878 och i styrelsen för Riksbankens avdelningskontor i Göteborg 1876–1889. Han var även kommunalman. Levgren ägde en stor boksamling, som efter hans död skänktes till Göteborgs stadsbibliotek. Han blev ledamot av Vetenskaps- och vitterhetssamhället i Göteborg 1859.